# Hawajka czarnolica
Hawajka czarnolica (Melamprosops phaeosoma) – gatunek małego ptaka z rodziny łuszczakowatych (Fringillidae), podrodziny łuskaczy (Carduelinae). Jedyny przedstawiciel rodzaju Melamprosops. Występował endemicznie na wyspie Maui na Hawajach. W 2019 uznany przez IUCN za wymarły.

## Taksonomia
Gatunek po raz pierwszy opisali w 1974 Tonnie L.C. Casey i James D. Jacobi. Wyróżniono go jako osobny rodzaj z powodu budowy mięśni języka i kości, do których jest on przytwierdzony. Nazwa rodzajowa Melamprosops oznacza „czarnoczelny”, a gatunkowa oznacza brązowe ciało. Holotyp pochodził z Koʻolau Forest Reserve.

## Zasięg występowania
Hawajka czarnolica to gatunek endemiczny dla wyspy Maui, gdzie w 1973 odkryto ją w Koʻolau Forest Reserve na północno-wschodnim stoku wulkanu Haleakalā. Występowała także w rejonie górnego biegu strumienia Hanawi, na wschód od Koʻolau Forest Reserve.

## Morfologia
Długość ciała holotypu wynosiła 135 mm, w tym ogona 38 mm i dzioba 15 mm. Skrzydło mierzyło 74 mm, a skok 27 mm. Wierzch ciała zielonobrązowy. Wierzch szyi i głowy oliwkowoszary. Czoło, okolice oczu i dzioba oraz broda czarne. Pierś i brzuch białe, boki oliwkowe. Sterówki oliwkowobrązowe. 

## Wymarcie
IUCN od 1994 roku klasyfikowała hawajkę czarnolicą jako gatunek krytycznie zagrożony (CR – Critically Endangered); wcześniej – od 1988 roku była ona zaliczana do kategorii R (Rare – rzadki). W roku 1974 populację szacowano na niecałe 200 osobników. W latach 1975–1985 nastąpił gwałtowny spadek liczebności populacji w rejonie górnego biegu strumienia Hanawi – ostatniego obszaru, gdzie ptak ten występował. W 1986 w celu ochrony gatunku utworzono Hanawi Natural Area Reserve o powierzchni 30 km². W kolejnych latach systematycznie tępiono też występujące na tym terenie zdziczałe świnie, których populacja wcześniej mocno wrosła i z tego powodu posądzano je o związek ze spadkiem liczebności hawajki czarnolicej. Działania te na niewiele się już zdały – w połowie 1997 doliczono się zaledwie trzech osobników hawajki czarnolicej. W sierpniu 2004 złapano jednego z nich, samca, jednak umarł 28 listopada tego samego roku; pozostałych dwóch nie widziano od, odpowiednio, 2003 i 2004. Żadnych innych osobników tego gatunku już nie zaobserwowano, mimo niemal stałej obecności badaczy w tym rejonie. Zagrożenie dla gatunku stanowiło niszczenie lub modyfikowanie środowiska, a także komary przenoszące choroby. Badanie z 2018 sugerowało, że gatunek prawdopodobnie wymarł. W 2019 IUCN uznała gatunek za wymarły (EX – extinct).